# Haifisch
«Haifisch» (с нем. — «Акула») — двадцать третий сингл группы Rammstein и третий сингл c альбомa Liebe ist für alle da.
Заявление группы по поводу выхода сингла, которое было опубликовано в официальном блоге группы:

«Haifisch» («Акула») — третий по счёту сингл из альбома «Liebe ist fur alle da». Песня рассказывает о том что акулы имеют не только зубы, но также умеют и плакать. Правда, живут они в море, и в воде слёз не видно. Печально. Акула — это, всё же, одно из древнейших существ нашего мира. Немного сочувствия ему не навредит!

Как и «Pussy», клип сразу же после выхода занял первое место в программе «Лучшая Десятка» на телеканале A-ONE.

## Видеоклип
Солист группы Тилль Линдеманн умер. Показывают его «похороны» в стиле типичных мафиозных похорон. Они проходят под дождливую погоду, все участники одеты в чёрное. Во время похорон и поминок участники группы с недоверием и злобой смотрят друг на друга и размышляют над тем, кто мог убить солиста. С целью отвлечения от этих мыслей участники группы пытаются подобрать нового кандидата на место солиста. Среди предлагаемых вариантов мелькает фотография с изображением Джеймса Хетфилда, лидера группы Metallica. В ходе обряда устраивают драку любовницы Тилля.
По ходу этих действий присутствуют вставки из других клипов Rammstein с новыми кадрами. Возникают следующие версии: Оливер думает, что Кристоф облил Тилля бензином и поджёг, повторяется сцена взрыва из «Du hast», но на этот раз среди участников группы нет солиста, Кристоф думает, что это Рихард обрезал Тиллю-альпинисту страховку и подстроил несчастный случай («Ohne dich»), Рихард думает, что Оливер выдернул шланг из скафандра Тилля и оставил его умирать («Amerika»), Флаке думает, что это Пауль отомстил за устроенную Тиллем-Белоснежкой порку («Sonne»), причём самой сцены мести нет, а Пауль думает, что Флаке откормил Тилля до смерти (сцена, пародирующая фильм «Se7en»: разжиревший Тилль сидит связанный за столом, Флаке скармливает ему большую тарелку макарон с соусом, а когда первый не может больше есть, последний окунает его головой в тарелку) в отместку за попытку сварения в котле («Mein Teil», «Keine Lust»).
После этих кадров Рихард выходит с поминок во двор покурить, Пауль следует за ним и получает удар по лицу. Остальные участники группы помогают ему встать, Пауль кидается на Рихарда и начинает его бить. Участники группы понимают, в чём тут дело, и сами начинают драться; в ходе драки Кристиан Флаке Лоренц, клавишник группы, падает прямиком на гроб Тилля, пробив крышку; Флаке заглядывает внутрь, и выясняется, что гроб пуст. На самом деле Тилль отдыхает на Гавайях с прекрасными девушками и подписывает группе открытку с картинкой пойманной им акулы. Надпись на открытке гласит «Viele Grüße vom Arsch der Welt» (с нем. — «Привет из жопы мира»); адресат Rammstein, Германия. Такой же пляж и океан из последнего кадра через год появился в клипе «Mein Land».

## Живое исполнение
Исполнялась почти на всех концертах Liebe ist für alle da тура, Флаке плавал по залу в надувной лодке именно под эту песню, лишь на первых концертах тура Liebe ist für alle da музыканты традиционно пускали лодку под «Seemann». Исполнялась на всех концертах первой части тура Made in Germany.

## Список композиций
| №  | Название                                       | Длительность |
| -- | ---------------------------------------------- | ------------ |
| 1. | «Haifisch»                                     | 3:45         |
| 2. | «Haifisch» (Haiswing Remix By Olsen Involtini) | 3:41         |
| 3. | «Haifisch» (Remix By Hurts)                    | 3:45         |
| 4. | «Haifisch» (Remix By Schwefelgelb)             | 4:25         |

## Над синглом работали
- Тилль Линдеманн — вокал
- Рихард Круспе — соло-гитара, бэк-вокал
- Пауль Ландерс — ритм-гитара, бэк-вокал
- Оливер Ридель — бас-гитара
- Кристоф Шнайдер — ударные
- Кристиан Лоренц — клавишные